# Polenlager

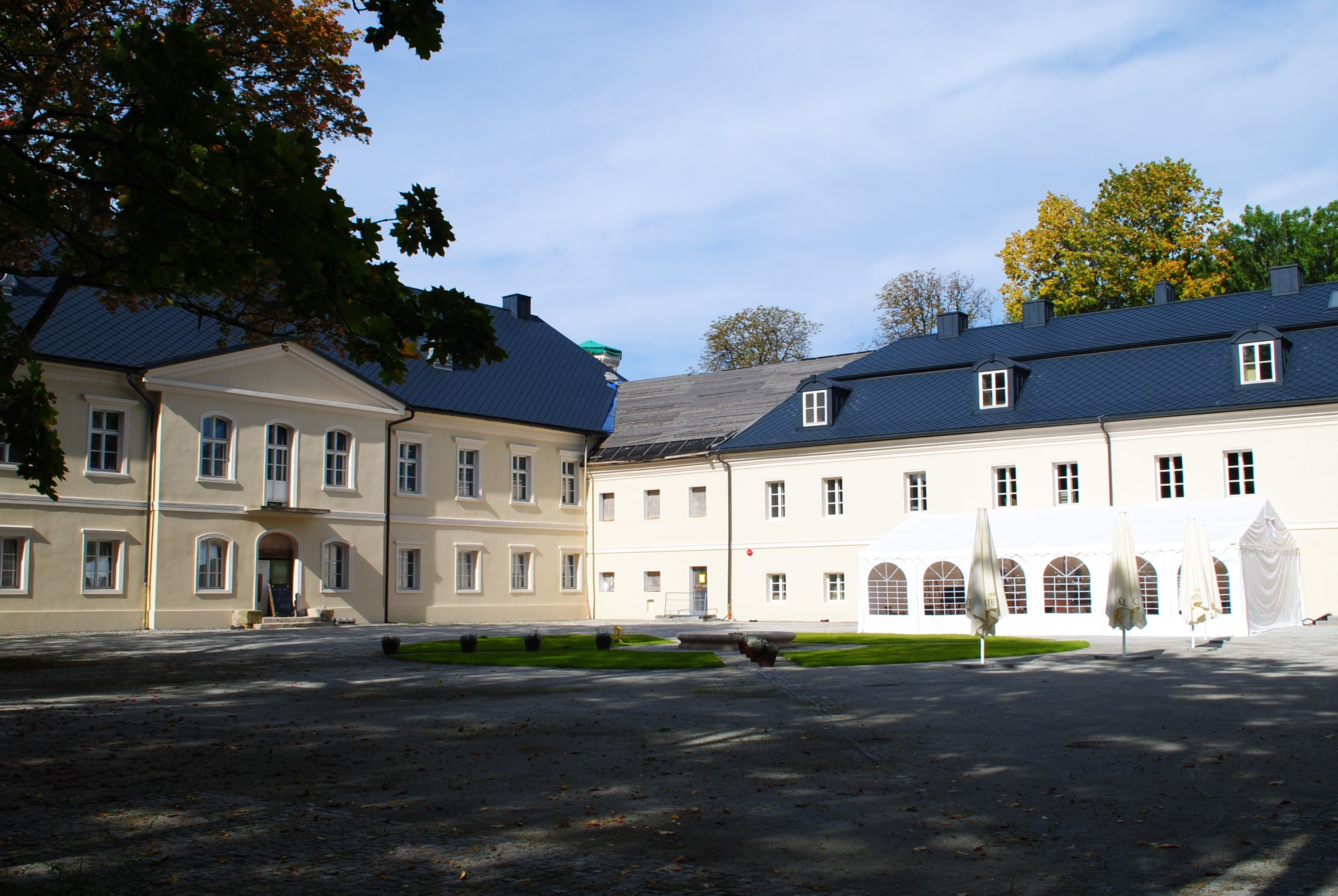
Pałac Donnersmarcków w Siemianowicach Śląskich, gdzie znajdował się Polenlager 10

Polenlager (z niem. obóz dla Polaków) – system 26 niemieckich obozów koncentracyjnych i miejsc pracy przymusowej dla Polaków (często z uwzględnieniem kobiet i dzieci) na Górnym Śląsku (w tym 4 na czeskim) i w Zagłębiu Dąbrowskim podczas II wojny światowej.

## Historia

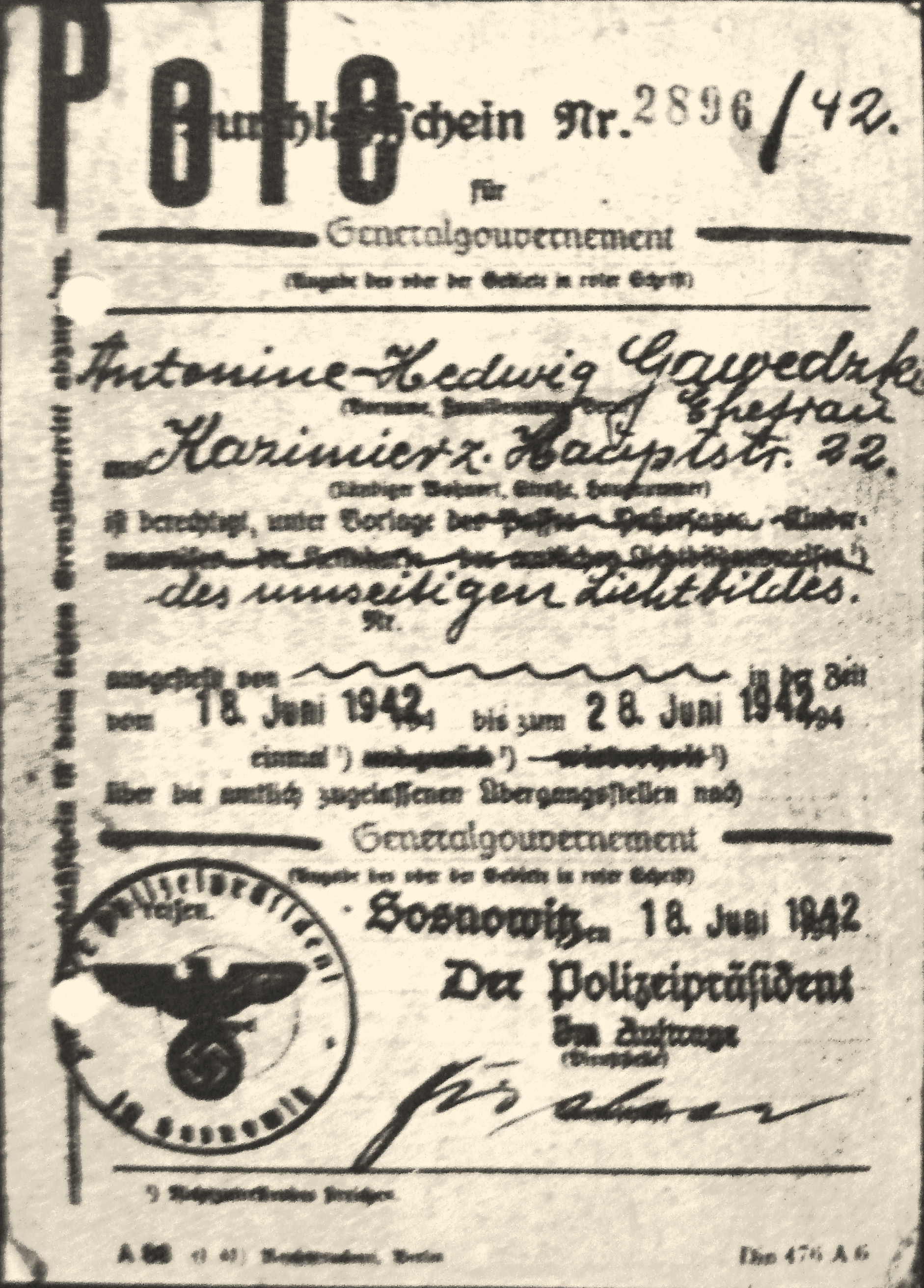
Nakaz wysiedlenia z Sosnowca z 1942 roku wystawiony na nazwisko Antonine Hedwig Gawedzki z pieczątką Pole – Polak

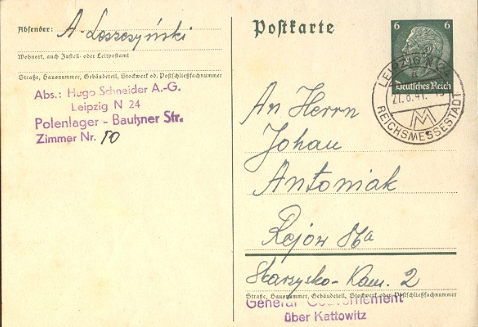
Kartka pocztowa z pieczątką Polenlagru

Bezpośrednią przyczyną powstania obozów dla Polaków na Górnym Śląsku i w Zagłębiu Dąbrowskim były trudności związane z osiedlaniem na Górnym Śląsku i w Zagłębiu Dąbrowskim Niemców przesiedlanych z Besarabii, Bukowiny i Litwy w ramach akcji Heim ins Reich . Szef Głównego Urzędu Sztabowego Reichskommissar für die Festigung deutschen Volkstums SS-Obergruppenführer Ulrich Greifelt sygnalizował Heinrichowi Himmlerowi o poważnych trudnościach w zakwaterowaniu przesiedlonych Niemców, proponując dokonywanie wysiedleń Polaków z ziem wcielonych do III Rzeszy do Generalnego Gubernatorstwa.
W tych okolicznościach w połowie 1942 roku Heinrich Himmler podjął decyzję odnośnie do organizacji na Górnym Śląsku systemu obozów koncentracyjnych dla Polaków pod nazwą „Polenlager”. Administrację nad tymi obozami powierzono agendzie partii nazistowskiej Hauptamt Volksdeutsche Mittelstelle, która dysponowała rozbudowaną siecią obozów przesiedleńczych dla Niemców przesiedlanych w ramach akcji Heim ins Reich   pod kierownictwem Obergruppenführera SS Wernera Lorenza. Obozy organizowano w skonfiskowanych przez Niemców budynkach fabrycznych i prywatnych oraz publicznych obiektach o charakterze religijnym i świeckim.
Na podstawie relacji świadków i zachowanych dokumentów historycy ustalili, że liczba więźniów była zmienna, uzależniona od aktualnie przeprowadzanych wysiedleń ludności polskiej z Górnego Śląska i z Zagłębia Dąbrowskiego, jednorazowo wynosiła w mniejszych obozach 200 osób, a w większych ok. 1200 osób. W sumie w obozach dla Polaków w czasie II wojny światowej przebywało wiele tysięcy ludzi.

## System organizacyjny
Obozy dla Polaków objęte były czterostopniowym systemem organizacyjnym. Nadrzędną instancją nad nimi był Główny Urząd VoMi, kolejnymi ogniwami pośrednimi były Dowództwo Operacyjne VoMi dla Górnego Śląska (niem. „Einsatzführung Oberschlesien”) oraz powiatowe dowództwa nad obozami znajdujące się m.in. w Raciborzu i Chorzowie . Najniższą, sprawującą nadzór bezpośredni nad więźniami, było kierownictwo poszczególnych obozów złożone z oficerów oraz żołnierzy SS.

## Rozmieszczenie obozów
Zidentyfikowano ok. 30 obozów dla Polaków na Górnym Śląsku, choć niektórzy historycy szacują ich liczbę na większą . Zachowana dokumentacja wskazuje na plany dalszej rozbudowy sieci obozów
| Nazwa obozu               | Miejscowość                                                   | Powiat w czasie wojny              | Lokalizacja                                                                                                 |
| ------------------------- | ------------------------------------------------------------- | ---------------------------------- | --- |
| Polenlager 4              | Dąbrówka Mała (niem. Eichenau)                                |                                    | dzisiejszy teren Katowic                                                                                    |
| Polenlager 7              | Ruda Śląska, Kochłowice                                       | pow. katowicki                     | istniał od 20 sierpnia 1942 r. do stycznia 1945 r. w budynku szkoły powszechnej przy ul. Młodzieżowej 26    |
| Polenlager 10             | Siemianowice Śląskie (Laurahutte)                             | pow. katowicki                     | znajdował się w zabudowaniach pałacowych i dworskich Donnersmarcka, dzisiejszy pałac w siemianowickim parku |
| Polenlager 11             | Siemianowice Śląskie                                          |                                    | |
| Polenlager 28             | Orzesze                                                       | pow. pszczyński                    | znajdujący się w Kolonii Marii, w budynkach szpitalnych                                                     |
| Polenlager 32             | Bogumin                                                       | pow. cieszyński, Czechy            | zginęło 104 Polaków                                                                                         |
| Polenlager 40             | Frysztat                                                      | pow. cieszyński, Czechy            | obecnie dzielnica Karwiny                                                                                   |
| Polenlager 41             | Piotrowice koło Karwiny                                       | pow. cieszyński, Czechy            | |
| Polenlager 56             | Lyski (niem. Lissek)                                          | pow. rybnicki                      | |
| Polenlager 58             | Pszów                                                         | pow. rybnicki                      | Obecnie pow. wodzisławski                                                                                   |
| Polenlager 63             | Czechowice-Dziedzice (niem. Polenlager Tschechowitz-Dzieditz) | pow. bielski                       | |
| Polenlager 75             | Racibórz Strzelnica (niem. Polenlager Ratibor)                | pow. raciborski                    | |
| Polenlager 82             | Pogrzebień                                                    | pow. raciborski                    | Obóz dla dzieci na terenie dawnego pałacu Arthura Baildona.                                                 |
| Polenlager 83             | Dolní Benešov                                                 | pow. raciborski, Czechy            | |
| Polenlager 85             | Korfantów,                                                    | pow. niemodliński                  | |
| Polenlager 86             | Otmuchów (niem. Ottmachau),                                   | pow. grodkowski                    | |
| Polenlager 92             | Kietrz                                                        | pow. głubczycki                    | |
| Polenlager 93             | Gliwice Sobieszowice                                          | pow. gliwicki                      | |
| Polenlager 95             | Żory (niem. Sohrau)                                           | pow. rybnicki                      | |
| Polenlager 97             | Rybnik                                                        | pow. rybnicki                      | |
| Polenlager 168            | Gorzyce (niem. Polenlager Groß Gorschütz)                     | pow. raciborski                    | znajdujący się w budynku „Małego Zamku”, obecnie pow. wodzisławski                                          |
| Polenlager 169            | Kolonia Fryderyka, Gorzyczki                                  | pow. raciborski                    | obecnie pow. wodzisławski                                                                                   |
| Polenlager 188            | Piekary Śląskie (niem. Deutsch Piekar)                        |                                    | |
| Polenlager 189            | Zawiść, pow. pszczyński                                       | pow. pszczyński                    | |
| Polenlager 209            | Chorzów (niem. Polenlager Königshütte)                        | pow. chorzowski                    | na terenie Królewskiej Huty, po wojnie Huty Kościuszko                                                      |
| Polenlager Tichau         | Tychy                                                         |                                    | |
| Polenlager Friedland      | Mieroszów                                                     |                                    | |
| Gefangenlager Skrochowitz | Skrochowice,                                                  | pow. opawski (Czechy/Kraj Sudetów) | znajdujący się w dawniej cukrowni                                                                           |

## Po wojnie
Po zakończeniu wojny obozy dla Polaków stały się przedmiotem dochodzenia podczas ósmego procesu norymberskiego, który postawił Volksdeutsche Mittelstelle (VoMi) w stan oskarżenia jako jedną z czterech zbrodniczych organizacji w łonie SS. W uzasadnieniu wyroku stwierdzono, że obozy, którymi administrowała VoMi, nie różniły się zbytnio od innych niemieckich obozów koncentracyjnych.